# Colònia Jorba
La Colònia Jorba és una antiga colònia tèxtil i entitat singular de població de Viladecavalls de Calders (Moianès), catalogada com a bé cultural d'interès local. Popularment s'anomena la Colònia del Manganell per la proximitat a la masia d'el Manganell.

## Història
L'any 1892, l'empresari manresà Pere Jorba i Gassó, impulsor de grans iniciatives, començà a construir la fàbrica, que aviat es convertiria en una autèntica colònia industrial. La construcció de la fàbrica, habitatges i serveis de la colònia Jorba durà cinc anys. Els treballadors procedien de Talamanca, Mura, Navarcles i Monistrol de Calders.
El 1906 es construí la central elèctrica a prop de la colònia. L'any 1914 hi havia una quadra de 200 telers i una altra de nova edificació on hi havia instal·lada la secció de preparació. El 1903 s'hi va instal·lar una comunitat de monges del Sagrat Cor, que regentaven la capella. Gestionaven una residència per a treballadors que venien de fora, la qual oferia allotjament, àpats, guarderia, etc. També administraven la botiga, que abans estava comunicada amb la residència mitjançant un pas aeri. Hi havia hagut una escola a càrrec de les monges i el capellà, que va funcionar fins a l'any 1975 més o menys. Els diumenges es feia ball al cafè de la colònia, primer amb un piano de mà i més tard amb una gramola. També hi havia una sala on feien teatre (a l'edifici de la residència). A la dècada dels 1960 s'inicià una reestructuració de la colònia i s'ampliaren les naus fabrils. S'hi instal·là una moderna secció d'un centenar de telers. En aquest moment hi havia 120 treballadors. Més endavant, la fàbrica passà a ser explotada per la companyia Indústries Jorba Mir SA fins al seu tancament el 1981. Actualment, les naus són utilitzades per diverses empreses de dimensions més petites.

## Descripció
Està situada al sud-est del terme municipal de Calders, aigües avall del riu Calders, a un 1 km de Navarcles. S'hi arriba per la carretera que surt de la N-141, prop del km 11, en direcció sud. La colònia es troba en un meandre del riu, cosa que determina una planta allargada, amb diferents nivells formant terrasses que aprofiten al màxim l'espai. Disposa de tres naus industrials, resclosa, canal i una turbina, diverses construccions amb habitatges per als treballadors i galliners. L'edifici principal d'habitatges forma un cos allargat de quatre plantes, fet de pedra a la base i acabat amb totxo. A la part posterior tenen galeries, que comuniquen amb els galliners mitjançant dos passos a nivell. Als baixos de l'edifici hi havia hagut les botigues i els diferents serveis que oferia la colònia. Els pisos havien començat a reformar-se quan l'empresa va tancar. Entrant a l'esquerra, hi ha l'antiga residència per treballadors forans, on hi ha també la capella. Adossat a aquest edifici n'hi ha un altre que acollia la fusteria, manyaneria i despatxos. La casa del director és fora del recinte, al costat de la carretera. L'estat de conservació del conjunt és regular.